# Percy Spencer
Percy Spencer Howland, Estados Unidos, 19 de julio de 1894 – Newton, Estados Unidos, 8 de septiembre de 1970) fue un ingeniero e inventor estadounidense. Llegó a ser conocido como el inventor del horno microondas.
Spencer nació en Howland, Maine. Su padre murió en 1897, y su madre le dejó poco tiempo después. Vivió con su tía y su tío después de eso. Nunca se graduó de la escuela primaria, pero se puso a trabajar en un molino como aprendiz a los 12 años, antes de unirse a la Marina de los EE. UU. en 1912 para aprender telegrafía sin hilos. Se incorporó a la compañía Raytheon en la década de 1920.
En 1941, los magnetrones, que eran utilizados para generar las señales de radio de microondas, que son el mecanismo principal del radar, estaban siendo producidas a razón de 17 por día en Raytheon. Mientras trabajaba allí, Spencer desarrolló una forma más eficiente para su fabricación, por punzonado y soldadura de piezas juntas de magnetrón, en lugar de utilizar las piezas mecanizadas. Sus mejoras fueron algunas de las que aumentaron la producción del magnetrón a 2600 por día. Por su trabajo fue galardonado con el Premio al Servicio Público Distinguido por la Marina de los EE. UU.
En 1945, estando parado delante de un magnetrón en funcionamiento, una barra de chocolate se le derritió en el bolsillo. A continuación, probó con palomitas de maíz (seguramente subiendo la potencia y la posición de la irradiación), y rápidamente surgieron por toda la habitación. El desarrollo del horno microondas surgió a partir de estas observaciones, y en 1947 un horno comercial era vendido por Raytheon. (Nota: Recibió la patente de EE. UU. 2.495.429 por su invención del horno microondas.)
Fue nombrado vicepresidente y un miembro de alto rango del consejo de administración en Raytheon. Recibió 300 patentes durante su carrera en Raytheon; se le puso su nombre a un edificio. Spencer se casó y tuvo tres hijos, James, John y George. Murió en Newton, Massachusetts el 9 de septiembre de 1970.